# Money (песня Карди Би)
«Money» (с англ. — «Деньги») — песня американской хип-хоп исполнительницы Карди Би, выпущенная 23 октября 2018 года на лейбле Atlantic Records. Песня в стиле нью-йоркского хип-хопа, была написана самой Карди совместно с продюсером J. White. Позднее стало известно, что трек будет включён в deluxe-издание дебютного альбома Invasion of Privacy.
Песня получила положительные отзывы от таких изданий как Rolling Stone, Billboard, Stereogum, Pitchfork, Complex.

## Чарты
| Чарт (2018–19)                             | Лучшая позиция |
| ------------------------------------------ | -------------- |
| Australia (ARIA)                           | 65             |
| Бельгия/Фландрия (Ultratip Bubbling Under) | 23             |
| Канада (Billboard Canadian Hot 100)        | 30             |
| Greece (IFPI)                              | 15             |
| Ireland (IRMA)                             | 35             |
| New Zealand Hot Singles (RMNZ)             | 7              |
| Португалия (AFP)                           | 100            |
| Шотландия (OCC Scotland)                   | 66             |
| Словакия (Singles Digitál Top 100)         | 76             |
| Sweden Heatseeker (Sverigetopplistan)      | 9              |
| Великобритания (OCC UK Singles)            | 35             |
| Великобритания (OCC UK Hip Hop/R&B)        | 25             |
| США (Billboard Hot 100)                    | 13             |
| США (Billboard Hot R&B/Hip-Hop Songs)      | 7              |
| США (Billboard Rhythmic)                   | 26             |

## Сертификации
| Регион                                                                      | Сертификация  | Продажи   |
| --------------------------------------------------------------------------- | ------------- | --------- |
| Канада (Music Canada)                                                       | Платиновый    | 80 000    |
| Франция (SNEP)                                                              | Золотой       | 100 000   |
| Польша (ZPAV)                                                               | Золотой       | 25 000    |
| Португалия (AFP)                                                            | Золотой       | 5000      |
| Великобритания (BPI)                                                        | Золотой       | 400 000   |
| США (RIAA)                                                                  | 4× Платиновый | 4 000 000 |
| Данные о продажах + прослушиваниях приведены только на основе сертификации. |               |           |